# Nowiny Życkie
Nowiny Życkie – część wsi Prandocin  w Polsce,  w województwie mazowieckim, w powiecie garwolińskim, w gminie Trojanów.
Nowiny Życkie są odrębnym sołectwem.
W latach 1975–1998 miejscowość położona była w województwie siedleckim.
Wierni Kościoła rzymskokatolickiego należą do parafii św. Antoniego w Życzynie.